# Thera juniperata subsp. loeberbaueri
Thera juniperata subsp. loeberbaueri là một phân loài bướm đêm trong họ Geometridae.